# 藤井武
藤井 武（ふじい たけし、1888年1月15日 - 1930年7月14日）は、無教会の伝道者。

## 経歴
陸軍軍人浅村安直の次男として石川県金沢に生まれる。1901年に藤井鉄太郎の養子になる。1904年に第一高等学校に入学、1907年に第一高等学校を卒業し、東京帝国大学法科大学に入学する。1909年内村鑑三の聖書研究の会員になり柏会に所属した。1911年に東京帝国大学を卒業すると、京都府に官僚として赴任する。
1913年に山形県警察部の警視になり、1914年山形県の理事官になる。内村鑑三らが日本に紹介したデンマークのニコライ・グルントウィーの国民教育フォルケホイスコーレを規範として那須皓らとともに山形県自治講習所を設立する（校長に加藤完治）。
1915年官僚を辞め、内村鑑三の助手になる。1916年に『新生』と『ルーテルの生涯及び事業』を刊行する。
1920年に住友寛一の結婚問題に関する対立で内村のもとを去る。藤井は内村の弟子で住友社員の黒崎幸吉からの依頼で寛一の信仰的指導係をしていた。独立し『旧約と新約』を刊行し、独立伝道生活に入る。1929年には『聖書より見たる日本』を刊行する。
1930年、胃潰瘍のため死去。墓所は多磨霊園。